# Куба у Другом светском рату
Историја Кубе током Другог светског рата почиње 1939. године. Због географског положаја Кубе на улазу у Мексички залив, улоге Хаване као главне трговачке луке у Западној Индији, и природних ресурса земље, Куба је била важан учесник на Латиноамеричком ратишту у Другом светском рату, и била је један од највећих корисника Закона о зајму и најму САД-А. Куба је објавила рат силама Осовине у децембру 1941. године, чиме је постала једна од првих латиноамеричких земаља која је ушла у сукоб. Када се рат завршио 1945. године, кубанска војска је стекла репутацију најефикасније и кооперативне карипске нације.

## Бру и Батиста
Федерико Ларедо Бру је био кубански председник када је рат почео. Његова једина значајна криза везана за рат пре него што је напустио функцију 1940. била је афера МС Сент Луис. МС Сент Луис је био немачки прекоокеански брод који је превозио преко 900 јеврејских избеглица из Немачке на Кубу. По доласку у Хавану, кубанска влада је одбила да дозволи избеглицама да се искрцају јер нису имале одговарајуће дозволе и визе. Након што је океански брод отпловио на север, владе Сједињених Држава и Канаде су такође одбиле да прихвате избеглице и тако је МС Сент Луис препловио назад Атлантик и искрцао путнике у Европу. Неки су отишли у Британију, али већина је отишла у Белгију и Француску, које су убрзо преплавиле немачке снаге. На крају, због сталног одбијања да приме избеглице, многе од њих су Немци заробили и побили у концентрационим логорима.
После кубанских избора 1940. Бруа је наследио снажни човек и шеф кубанске армије, Фулхенсио Батиста. У почетку су Сједињене Државе биле забринуте због Батистиних намера о томе да ли ће своју земљу сврстати на страну Осовине или Савезника. Батиста је, убрзо након што је постао председник, легализовао профашистичку организацију повезану са Франсиском Франком и његовим режимом у Шпанији, али је страх од било каквих нацистичких симпатија Батисте распршен када је Британцима послао велику количину шећера на поклон. Касније је страх од било каквог савеза са Франком такође био распршен када је предложио Сједињеним Државама да покрену заједничку америчко-латиноамеричку инвазију на Шпанију како би збацили Франка и његов режим, али се план није остварио.
Батистина подршка савезничкој ствари потврђена је у фебруару 1941, када је наредио свим немачким и италијанским конзуларним званичницима да напусте његову земљу. Куба је ушла у рат 9. децембра 1941. објавом рата Јапану, који је два дана раније покренуо разорни напад на базу Америчке морнарице у Перл Харбору на Хавајима. Куба је објавила рат Немачкој и Италији 11. децембра 1941. и после Американаца прекинула односе са Вишијевском Француском 10. новембра 1942. године.

## Допринос бици за Карибе
Према контраадмиралу Семјуелу Елиоту Морисону, кубанска војска је била најкооперативнија и најкориснија од свих карипских држава током рата, а њена морнарица је била мала, али ефикасна у борби против немачких подморница. Након што је Куба прогласила рат силама Осовине, Батиста је потписао споразум са Сједињеним Државама који је дао дозволу САД-у да граде аеродроме на Куби за заштиту карипских острва, а такође је потписао споразум о међусобној одбрани са Мексиком за одбрану од непријатељских подморница у Мексичком заливу. Међу новим америчким базама била је ваздухопловна база Сан Антонио у близини Сан Антонио де лос Бањоса и ваздухопловна база Сан Хулијан у Пинар дел Рију, обе су изграђене 1942. године и предате кубанској војсци након завршетка рата. Сједињене Државе су такође снабделе Кубу модерним војним авионима, који су били од виталног значаја за обалску одбрану и противподморничке операције, и опремиле кубанску морнарицу савременим наоружањем и другом опремом.
Током Другог светског рата, кубанска морнарица је пратила стотине савезничких бродова кроз непријатељске воде, препловила скоро 400.000 миља у конвоју и патролној дужности, летела преко 83.000 сати у конвоју и патролној дужности, и спасила преко 200 жртава напада подморница из мора, без губљења ниједног ратног брода или авиона у непријатељској акцији. Међутим, иако је кубанска војска била хваљена за своје понашање, током читавог рата опстајале су гласине да Немци управљају малим базама скривеним у увалама дуж кубанске обале, које су коришћене за снабдевање подморница. Ипак, гласине су биле неоправдане, а недостатак таквих база на Карибима приморао је Немце да развију подморнице за снабдевање, немачку подморницу типа XIV, која је због логистике добиле надимак млечне краве.

### Напади на кубанске бродове
Куба је током рата изгубила шест трговачких бродова, а кубанска морнарица је заслужна за потапање једне немачке подморнице. Прва четири потопљена трговачка брода била су Маназаниљо, пароброд од 1.025 тона, Сантјаго де Куба од 1.685 тона, Мамби од 1.983 тоне и Либертад од 5.441 тона. Манзаниљо је потопљен са Сантјаго де Кубом 12. августа 1942. од стране подморнице У-508. Два брода су пловила у Специјалном конвоју 12 када су нападнути код Флорида Киса. Укупно, 33 морнара су убијена у најсмртоноснијем нападу на кубанску трговачку марину током рата, а 30 других је преживело.
Следећи сукоб догодио се 13. маја 1943., када је У-176 потопила Мамби. Мамби је био са конвојем НЦ-18, пловио је шест миља од Манатија, када га је погодио један торпедо и брзо га је потопио, убивши 23 члана посаде, укључујући пет америчких наоружаних гардиста морнарице Сједињених Држава, који су управљали оружјем брода. Преживело је 11 људи, укључујући заповедника брода и једног од наоружаних чувара. Амерички брод СС Никлајнер тежак 2.249 тона такође је потопљен током истог напада након што су га погодила два торпеда. Прва експлозија торпеда подигла је прамац брода из воде и бацила стуб воде и пламена око 100 стопа у ваздух. Други је оштетио резервоаре амонијачне воде које је брод носио. Чудом, посада, која је укључивала седам наоружаних стражара, побегла је у чамце за спасавање без иједног губитка живота. Спасио их је кубански ловац на подморнице док је СС Никлајнер потонуо код Нуевитаса.
Либертад је био највећи кубански трговачки брод потопљен у рату. Ујутро 4. децембра 1943. године, Либертад тежак 5.441 тону пловио је око 75 миља југозападно од рта Хатерас у Северној Каролини, са конвојем КН-280 (пловио је из Ки Веста за Њујорк), када га је немачка подморница У-129 напала. Лансирајући четири торпеда, У-129 је два пута погодила Либертад, што је довело до тога да се брод прво озбиљно нагињао, а затим брзо потонуо. Посада није имала времена да пошаље сигнале за помоћ и још је спуштала сплавове за спасавање када је морска вода стигла до палубе брода: 25 људи је погинуло, а 11 других је спасила морнарица Сједињених Држава након што су неколико сати плутали морем.
Последња два кубанска трговачка брода потопљена су у фебруару 1944. године, очигледно без жртава. Свеукупно, Куба је изгубила 10.296 тона бродова током рата, као и око 80 живота, укључујући и животе америчких наоружаних гардиста. Данас се у Авениди дел Пуерто налази споменик погинулим у нападима.

### ПотонућеУ-176
Једина подморница коју је кубанска морнарица потопила била је У-176, подморница која је потопила Мамби и СС Никлајнер. Дана 15. маја 1943. године, ескадрила кубанских ловаца на подморнице, коју су формирали ЦС-11, ЦС-12 и ЦС-13, испловила је из Исабеле де Сагуа према Хавани пратећи хондурашки брод Ванкс и кубански брод Камагвеј, оба натоварена шећером. Посаде трговачких бродова, као и посаде ратних бродова биле су у пуној приправности. Непосредно пре њиховог поласка, примљено је упозорење да је примећена подморница код северне обале Матанзаса.
Бродови су пловили у предњим линијама на удаљености од 500 јарди (460 м). Камагвеј је био на на боку ближем обали. Пратња је навигирала на удаљености од 750–1000 јарди (690–910 м). ЦС-12 је био испред, затим ЦС-11 са шефом ескадриле на броду а ЦС-13 је био на крају колоне. У 17:15, када је конвој кренуо са Кајо Мегана, на небу се појавио амерички хидроавион Кингфишер који је долазио са североистока. Авион је летећи на малој висини, двапут кружио више пута гасећи и палећи мотор. Према утврђеном кодексу, ти маневри су коришћени да се најави присуство немачке подморнице и да се означи њен тачан положај. Кингфишер је тада испустио димни пловак.
Након што је испустио пловак, шеф кубанске ескадриле је наредио команданту ЦС-13, заставнику Марију Рамирезу Делгаду, да истражи подручје на које је указао авион. Када је наређење примљено, ЦС-13 је брзо пловио према том подручју, где је сонар патролног чамца добио јасан и прецизан контакт на 900 јарди. Морнар који је управљао сонаром, Норберто Колљадо Абреу, није се одвајао од опреме, без пропуштања звука. Напад је тада почео: три дубинске бомбе, постављене да експлодирају на 100, 150 и 250 стопа, бачене су са крме, у складу са прорачунатом брзином подморнице.
Четири експлозије су јасно забележене. Четврта експлозија била је толико јака да је крма кубанског брода била потопљена, а вода је ушла кроз отвор машинске собе. У то време, хидрофони су известили о звуку који је био сличан мехурићу течности када долази из потопљеног контејнера који се изненада отвори и тако указује да је подморница погођена. Да би били сигурни у потапање подморнице, патролни чамац је лансирао још две дубинске бомбе, које су биле постављене да експлодирају на 250 стопа. Неколико минута касније уочена је тамна мрља на површини воде. Из дубине је допирао млаз црне и вискозне супстанце, која је мирисала на нафту. Иако је било мало сумње да је подморница потопљена, Делгаду је наређено да узме узорак контаминиране морске воде како би потврдио победу. Тек после рата, када су савезници запленили немачку поморску евиденцију, пронађен је доказ о потонућу У-176. Према заплењеним документима, У-176 је била под командом капетана поручника Рајнера Дирксена, потопила је једанаест непријатељских бродова у својој каријери, а и сама је потопљена са целокупном посадом.
Истраживања ратишта хидроакустичком опремом настављена су кратко време након ангажовања, али звук није детектован. ЦС-13 се затим поново придружио конвоју и наставио пловидбу. По доласку у Хавану и након што је лично обавестио шефа морнарице, Делгадо је разговарао телефоном са председником Батистом, који му је наредио да ћути о томе шта се догодило. Из неког непознатог разлога, према Делгаду, потапање У-176 остало је тајна за кубанску јавност до краја рата. 1946. Делгадо је коначно одликован Орденом за заслуге у морнарици са Црвеном значком. Надаље, контраадмирал Семјуел Е. Морисон, званични историчар Америчке морнарице, препознао је његов успех у свом делу Историја поморских операција Сједињених Држава у Другом светском рату, у којем је такође похвалио способност и ефикасност Кубанске морнарице.

## Афера Линиг
Немачка шпијунска активност на Куби била је незнатна, упркос важности земље за савезничке ратне напоре, и елиминисана је од стране савезничке контраобавештајне службе пре него што је заиста могла да почне. Убрзо након што је почео рат, Немци су почели да управљају тајном комуникационом мрежом у Јужној Америци како би прикупили тајне информације и безбедно их прокријумчарили из региона у Европу под немачком окупацијом. За Кубу, Абвер је послао човека, Хајнца Лининга, у Хавану са наређењем да се успостави тајна радио станица, а затим да се прикупљене информације пренесу агентима у Јужној Америци, одакле би потом биле послате директно у Немачку.
Према аутору Томасу Шуноверу, план је могао да функционише али Лининг је био неспособан шпијун који није успео да савлада саме основе шпијунаже. На пример, никада није успео да постави свој радио исправно, није разумео како да користи тајно мастило које му је испоручено, а није пронашао ни послате кутије са опремом. Међутим, након његовог превременог хапшења у августу 1942., савезнички званичници, укључујући председника Батисту, генерала Мануела Бенитеза, Џона Едгара Хувера и Нелсона Рокфелера, покушали су да измисле везу између Лунинга и немачких подморница које делују на Карибима тврдећи да је он у контакту са њима преко радија, како би јавности пружили објашњење за њихове неуспехе у раној кампањи потапања подморница. Савезнички званичници уздигли су Линингов значај до главног шпијуна, али нема доказа да је он икада наишао на било коју важну обавештајну информацију током свог боравка на Куби. Лининг је проглашен кривим за шпијунажу и погубљен на Куби у новембру 1942. Једини је немачки шпијун убијен у Латинској Америци током рата.

## Хемингвејеве патроле
Ернест Хемингвеј је живео у својој кући на Куби када је почео рат. Његов први допринос савезничким ратним напорима без напуштања острва био је да организује сопствене контраобавештајне снаге како би искоренио све шпијуне Осовине који су деловали у Хавани. Називајући је својом Лоповском фабриком, Хемингвејева јединица се састојала од 18 људи, од којих је са многима радио пет година раније током Шпанског грађанског рата. Напор је, међутим, био неуспешан и Хемингвеј је убрзо скренуо пажњу на борбу против немачких подморница које су деловале у Карипском мору.
Само три недеље након што је добио дозволу од амбасадора Спруиља Брадена да формира Лоповску фабрику, Хемингвеј је затражио од Брадена дозволу да наоружа свој рибарски чамац Пилар за патроле против подморница у близини кубанске обале. Изненађујуће, Браден је дао дозволу Хемингвеју, који је наставио да наоружава Пилар и његову посаду митраљезима, базукама и ручним бомбама. Хемингвејев план је био сличан плану идеје К-брода: он би пловио уоколо у нечему што је изгледало као безопасна пловилица, изазивајући Немце да изроне и укрцају се, а када то ураде, група која се укрцава ће бити нападнута са митраљезима, а подморница би тада била у борби са базукама и гранатама.
Показало се да су Хемингвејеве патроле против немачких подморница биле једнако неуспешне као и контраобавештајна операција. Како су месеци пролазили, а како се није појавила ниједна подморница, патроле Пилара су се претвориле у пецање, а гранате су бацане у море као пијани спорт. After adding his sons Patrick and Gregory to the crew, Након што је у посаду довео и своје синове Патрика и Грегорија, Хемингвеј је признао да се његов подухват у лову на подморнице претворио у шараду, али то никада није отворено признао. Годинама касније, кубански морнарички официр Марио Рамирез Делгадо, који је потопио У-176, изјавио је да је Хемингвеј био плејбој који је из хира ловио подморнице код кубанске обале.